# Ravenna (Nebraska)
Ravenna es una ciudad ubicada en el condado de Buffalo en el estado estadounidense de Nebraska. En el Censo de 2010 tenía una población de 1360 habitantes y una densidad poblacional de 315,19 personas por km².

## Geografía
Ravenna se encuentra ubicada en las coordenadas 41°1′25″N 98°54′26″O / 41.02361, -98.90722. Según la Oficina del Censo de los Estados Unidos, Ravenna tiene una superficie total de 4.31 km², de la cual 4.3 km² corresponden a tierra firme y (0.3%) 0.01 km² es agua.

## Demografía
Según el censo de 2010, había 1360 personas residiendo en Ravenna. La densidad de población era de 315,19 hab./km². De los 1360 habitantes, Ravenna estaba compuesto por el 98.16% blancos, el 0% eran afroamericanos, el 0.22% eran amerindios, el 0.37% eran asiáticos, el 0% eran isleños del Pacífico, el 0% eran de otras razas y el 1.25% pertenecían a dos o más razas. Del total de la población el 1.99% eran hispanos o latinos de cualquier raza.